# Distrikt Aija
Der Distrikt Aija liegt in der Provinz Aija in der Region Ancash in West-Peru. Der Distrikt wurde am 2. Januar 1857 gegründet. Er besitzt eine Fläche von 162 km². Beim Zensus 2017 wurden 2130 Einwohner gezählt. Im Jahr 1993 lag die Einwohnerzahl bei 2430, im Jahr 2007 bei 2036. Die Distriktverwaltung befindet sich in der 3363 m hoch gelegenen Provinzhauptstadt Aija mit 892 Einwohnern (Stand 2017).

## Geographische Lage
Der Distrikt Aija liegt an der Westflanke der Cordillera Negra im Südosten der Provinz Aija. Das Areal wird über den Río Aija, Oberlauf des Río Huarmey, nach Südwesten entwässert.
Der Distrikt Aija grenzt im Südwesten an den Distrikt Succha, im Westen an die Distrikte Huacllán und Coris, im Norden an den Distrikt La Merced, im äußersten Nordosten an den Distrikt Huaraz (Provinz Huaraz), im Osten an die Distrikte Recuay, Ticapampa und Cátac (alle drei in der Provinz Recuay) sowie im Südosten an die Distrikte Cotaparaco (ebenfalls in der Provinz Recuay) und Malvas (Provinz Huarmey). 